# Louis-Jean-Henry Aubusson de Soubrebost
Pour les articles homonymes, voir Aubusson (homonymie).
Louis-Jean-Henry Aubusson de Soubrebost, né le 14 octobre 1810 à Bourganeuf (Creuse), mort le 11 avril 1865 à Limoges (Haute-Vienne), est un magistrat et un député français.

## Biographie
Fils de Joseph-Charles Aubusson de Soubrebost, député de la Creuse, et de Joséphine Cornudet des Chaumettes, il est procureur du roi à Tulle quand il devient député de Bourganeuf lors des élections législatives du 9 juillet 1842. Élu à la fois par le collège électoral de Bourganeuf et par celui de Castelsarrasin (Tarn-et-Garonne), Émile de Girardin a opté pour le second et recommandé Aubusson de Soubrebost aux électeurs du premier.
Vers la fin de la législature, soit que les deux hommes aient rompu, soit qu'Aubusson de Soubrebost ait gagné une influence trop grande dans sa circonscription, Girardin renonce à Castelsarrasin et se présente à Bourganeuf, battant son adversaire, le 1er juillet 1843, avec 81 voix contre 63.
Aubusson de Soubrebost achève sa carrière, sous le Second Empire, comme conseiller à la cour de Limoges.

## Pour approfondir